# Oude watertoren (Zandvoort)
De oude watertoren van Zandvoort werd in 1912 als eerste watertoren van de Nederlandse badplaats Zandvoort gebouwd, een jaar later werd deze toren in gebruik genomen. De watertoren had een hoogte van 38 meter boven NAP.

## Geschiedenis
In 1912 kreeg Zandvoort aansluiting op het waterleidingnetwerk van Haarlem. De bouw van de watertoren was nodig om de toenmalige hoge gebouwen en hotels te voorzien van voldoende waterdruk. Op 24 september 1912 vond de aanbesteding plaats. De gemeenteraad was akkoord gegaan met een begroting van 45.200 gulden voor een watertoren met uitzichtmogelijkheid. Het werk werd opgedragen aan de "Hollandse Maatschappij tot het maken van werken in gewapend beton". Als locatie koos men het hoogste punt van het dorp, daar waar tot 1907 de vuurtoren had gestaan. De toren werd bijna volledig opgetrokken uit beton. De wenteltrap, ook in beton, had 120 treden en er waren 3 rustplaatsen. De toren werd voltooid op 1 juni 1913. In 1937 werd de toren door de Turmac-sigarettenfabriek voorzien van een uurwerk. 30 jaar na de voltooiing, op 17 september 1943, werd de watertoren met 12 dynamietladingen opgeblazen door het Duitse leger. Het duurde drie maanden om het puin op te ruimen.

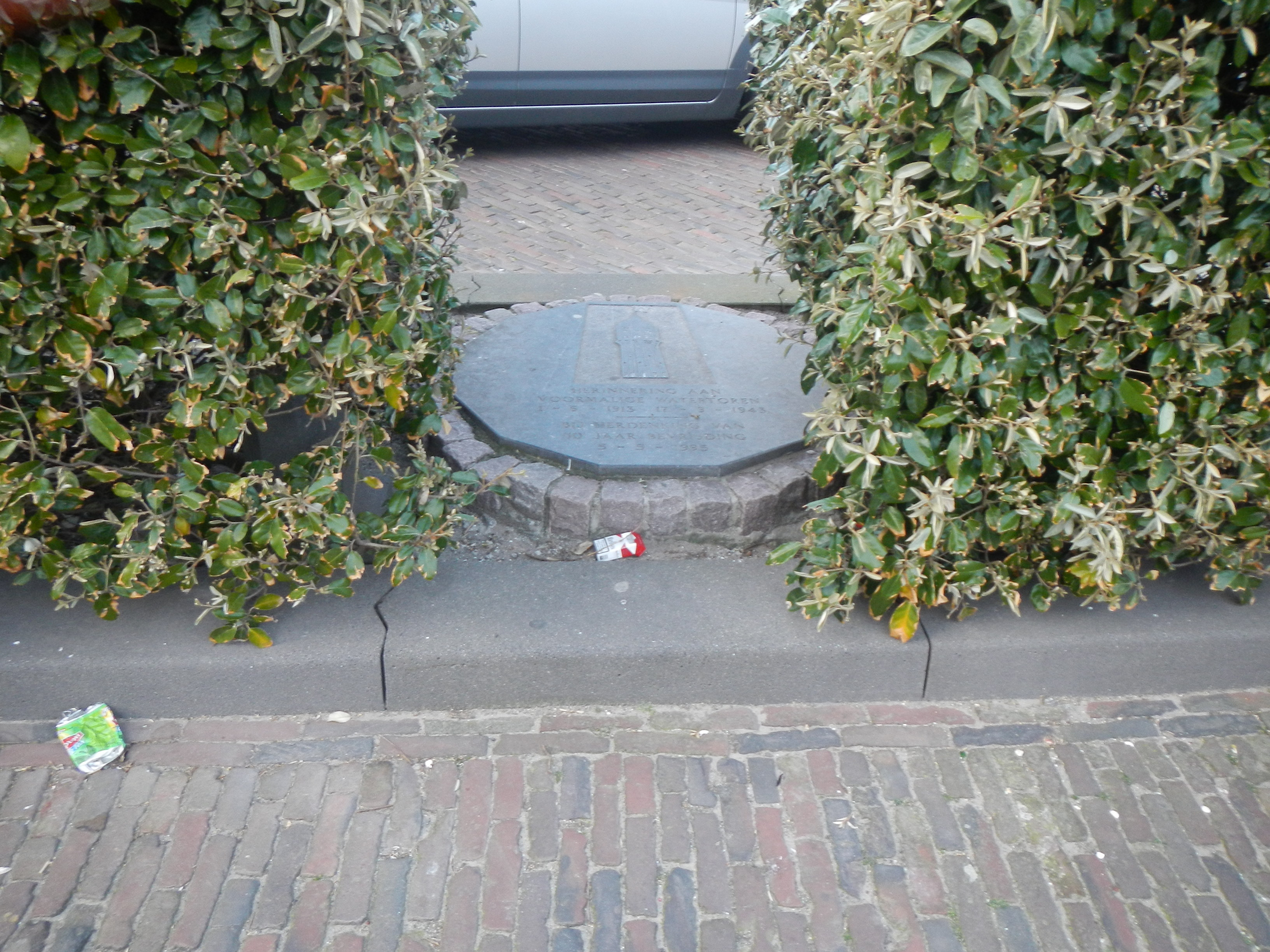
Gedenksteen

Op de plek waar de watertoren heeft gestaan is op 5 mei 1995 een gedenksteen onthuld.